# Peter Yates
Peter Yates (Aldershot, Hampshire, Anglaterra, 24 de juliol de 1929 − Londres, Anglaterra, 9 de gener de 2011) va ser un director de cinema anglès.
Va començar a la televisió anglesa dirigint alguns episodis de la sèrie The Saint o de Destination Danger. Després d'haver estat ajudant de direcció amb Tony Richardson, realitza el seu primer llargmetratge el 1963. El 1967, realitza Robbery, que atreu l'atenció de l'actor Steve McQueen, que el contracta per realitzar la pel·lícula Bullitt el 1968. A Peter Yates es deu la famosa persecució en cotxes pels carrers de San Francisco.
Ha treballat sobretot en el cinema policíac: The Hot Rock amb Robert Redford, Eyewitness amb Sigourney Weaver, Suspect amb Cher… Però ha abordat igualment el cinema d'aventures amb Murphy's War i The Deep, el drama intimista amb The Dresser o el cinema fantàstic amb Krull.

## Biografia
Fill d'un oficial de l'exèrcit, va estudiar en el Charterhouse School i posteriorment, en la Royal Academy of Dramatic Art de Londres. Els seus primers treballs van arribar al món de la interpretació en la dècada de 1940. Després d'això, va ser pilot de carreres de cotxes i administrador de Stirling Moss. Al món del cinema, va començar amb pel·lícules de parla no anglesa a la Gran Bretanya, abans de treballar el 1958 com ajudant de direcció al costat de Mark Robson en The Inn of the Sixth Happiness; amb Tony Richardson en The Entertainer, i amb J. Lee Thompson en Els canons de Navarone. A partir de 1962, va dirigir episodis de TV de les sèries de la cadena ITV, The Saint.
Es va estrenar com a director amb un musical ideat per Cliff Richard, Summer Holiday que malgrat la seva qualitat artística, va ser el segon èxit de la temporada a les taquilles britàniques de 1963. El seu següent film, una adaptació de l'obra teatral One Way Pendulum (1965), que havia estat un èxit, no ho va ser en el cinema. Yates es va resistir a la temptació d'adaptar visualment l'excèntrica família del conte de N.F. Simpson, deixant-la amb un to de comèdia.
Al llarg de la dècada de 1960, va alternar el cinema amb la televisió. Va provar sort durant tres anys, amb una sèrie a l'estil del primer James Bond: Danger Man, protagonitzada per Patrick McGoohan. El seu èxit va fer que passés després a un format més llarg, amb episodis d'una hora en comptes de trenta minuts, canviant el seu títol pel de Koroshi (1966). Després d'aquesta experiència va abandonar la televisió i es va centrar en el cinema.
Va tornar amb una de les primeres obres notables de la seva carrera Robbery, un metòdic i eficient thriller basat en el Gran robatori al tren de Glasgow de 1963, que va encetar el gènere de thrillers de robatoris de banc.
L'èxit de Robbery li va obrir les portes al seu primer treball a Hollywood. Basada en la novel·la de Robert L. Pike, el film Bullit, que va tenir com a protagonista a Steve McQueen, va marcar el gènere policíac de l'època. La pel·lícula va passar a la història del cinema per la seqüència de persecució d'automòbils. Va guanyar l'Oscar al millor muntatge i va obtenir quatre premis Globus d'Or: a la direcció, muntatge, banda sonora, i actor secundari (Robert Vaughn).
El director es va traslladar a Nova York i va continuar fent pel·lícules als Estats Units, normalment dirigint pel·lícules britàniques que es realitzaven en els estudis de Hollywood.
Entre 1968 i 1973, va dirigir un cert nombre de pel·lícules d'acció. Passant de l'acció a una història més intimista, va dirigir John i Mary, amb Dustin Hoffman i Mia Farrow. Després arribaria Murphy's War, un relat bèl·lic de la Segona guerra mundial, sobre l'únic supervivent d'un vaixell britànic torpedinat per un submarí alemany, que planeja una revenja sobre els nazis, destacant la interpretació de Peter O'Toole.
El 1972, va realitzar The Hot Rock un altre thriller de lladres de bancs, basat en la novel·la de Donald Westlake i protagonitzat per Robert Redford. Després arribaria The Friends of Eddie Coyle una de les seves millors pel·lícules, protagonitzada per Robert Mitchum, i For Pete's sake, una comèdia sobre el món de l'hampa, amb Barbra Streisand encapçalant el repartiment. La dècada de 1970 va acabar per a Yates amb títols menors com Mother, Jugs & Speed i The Deep, encara que va prendre cert alè amb Primera volada (1979).
La dècada de 1980 va ser bastant irregular. Després de Eyewitness, Krull i Eleni (pel·lícula de 1985)Eleni, van arribar altres títols com The Dresser i Suspect'.
Ja en la dècada de 1990 va continuar treballant amb títols com Year of the Comet, Roommates, The Run of the Country i Curtain Call, amb Michael Caine i Maggie Smith en els rols de fantasmes de Broadway.
El 2000, va aconseguir fer realitat un dels seus somnis, realitzar una adaptació per a la televisió de l'obra de Miguel de Cervantes, Don Quixote.

## Filmografia
- 1967: One Way Pendulum amb Eric Sykes
- 1969: Robbery amb Stanley Baker i Joanna Pettet
- 1968: Bullitt amb Steve McQueen i Jacqueline Bisset
- 1971: Murphy's War amb Peter O'Toole i Philippe Noiret
- 1972: Un diamant molt calent (The Hot Rock), amb Robert Redford
- 1973: The Friends of Eddie Coyle amb Robert Mitchum i Peter Boyle
- 1974: Tot ho faig per tu (For Pete's Sake) amb Barbra Streisand i Michael Sarrazin
- 1976: Mother, Jugs & Speed amb Raquel Welch i Harvey Keytel
- 1977: L'abisme (The Deep) amb Nick Nolte i Jacqueline Bisset
- 1979: Primera volada amb Dennis Christopher i Dennis Quaid
- 1981: Testimoni presencial (Eyewitness) amb William Hurt i Sigourney Weaver
- 1983: The Dresser amb Albert Finney i Tom Courtenay
- 1985: Eleni amb Kate Nelligan i John Malkovich
- 1987: Sospitós (Suspect) amb Cher i Liam Neeson
- 1988: La casa del carrer Carroll (The House on Carroll Street) amb Kelly McGillis i Jeff Daniels
- 1989: An Innocent Man amb Tom Selleck i F. Murray Abraham
- 1992: L'any del cometa (Year of the Comet) amb Penelope Ann Miller, Tim Daly i Louis Jourdan
- 1995: Roommates amb Peter Falk i Julianne Moore
- 1997: Crida a escena (Curtain Call)
- 2000: Don Quixote amb John Lithgow i Bob Hoskins

## Nominacions
- 1970: BAFTA al millor director per Bullitt
- 1980: Oscar a la millor pel·lícula per Primera volada
- 1980: Oscar al millor director per Primera volada
- 1980: Globus d'Or al millor director per Primera volada
- 1984: Os d'Or per The Dresser
- 1984: Oscar a la millor pel·lícula per The Dresser
- 1984: Oscar al millor director per The Dresser
- 1984: Globus d'Or al millor director per The Dresser
- 1985: BAFTA a la millor pel·lícula per The Dresser
- 1985: BAFTA al millor director per The Dresser